# Ростио (Ђенова)
Ростио је насеље у Италији у округу Ђенова, региону Лигурија.
Према процени из 2011. у насељу је живело 249 становника. Насеље се налази на надморској висини од 50 м.